# Championnats du monde de cross-country 2024
Navigation
Édition précédente Édition suivante
La 45e édition des Championnats du monde de cross-country de 2024 se déroulent  à Belgrade en Serbie le 30 mars 2024. La compétition a lieu dans le parc de l'Amitié, situé le long du Danube.
Initialement attribués à Medulin et Pula en Croatie, World Athletics leur retire l'organisation de ces championnats en raison de retard dans la préparation de l'événement. La réattribution est confirmée en septembre 2023

## Podiums

### Seniors
| Catégorie     | Or | Argent | Bronze |
| ------------- | --- | --- | --- |
| Individuel    | | | |
| Senior hommes | Jacob Kiplimo (UGA) 28 min 9 s | Berihu Aregawi (ETH) 28 min 12 s | Benson Kiplangat (KEN) 28 min 14 s |
| Senior femmes | Beatrice Chebet (KEN) 31 min 5 s | Lilian Kasait Rengeruk (KEN) 31 min 8 s | Margaret Chelimo Kipkemboi (KEN) 31 min 9 s |
| Par équipes   | | | |
| Senior hommes | Kenya- Benson Kiplangat (3) - Nicholas Kipkorir (4) - Samwel Chebolei Masai (5) - Sabastian Sawe (7) - Gideon Kipkertich Rono (8) - Ishmael Rokitto Kipkurui (DNF) 19 pts | Ouganda- Jacob Kiplimo (1) - Joshua Cheptegei (6) - Dan Kibet (11) - Hosea Kiplangat (13) - Martin Magengo Kiprotich (14) - Leonard Chemutai (18) 31 pts | Éthiopie- Berihu Aregawi (2) - Boki Diriba (10) - Tadese Worku (12) - Chimdessa Debele (16) - Berehanu Tsegu (19) - Getachew Masresha (26) 40 pts                   |
| Senior femmes | Kenya- Beatrice Chebet (1) - Lilian Kasait Rengeruk (2) - Margaret Kipkemboi (3) - Emmaculate Anyango (4) - Agnes Jebet Ngetich (5) - Cintia Chepngeno (17) 10 pts        | Éthiopie- Bertukan Welde (8) - Mebrat Gidey (10) - Tadelech Bekele (11) - Sisay Meseret Gola (12) - Girmawit Gebrzihair (21) - Bekelech Teku (25) 41 pts | Ouganda- Sarah Chelangat (6) - Loice Chekwemoi (9) - Rachael Zena Chebet (13) - Annet Chemengich Chelangat (16) - Joy Cheptoyek (18) - Belinda Chemutai (19) 44 pts |
| Relais        | | | |
| Relais mixte  | Kenya- Reynold Cheruiyot - Virginia Nganga - Kyumbe Munguti - Purity Chepkirui 22 min 15 s                                                                                | Éthiopie- Taresa Tolosa - Dahdi Dube - Adehena Kasaye - Birri Abera 22 min 43 s                                                                          | Royaume-Uni- Thomas Keen - Alexandra Millard - Adam Fogg - Bethan Morley 23 min 0 s                                                                                 |

### Juniors
| Catégorie     | Or                               | Argent                            | Bronze                                     |
| ------------- | -------------------------------- | --------------------------------- | ------------------------------------------ |
| Individuel    |                                  |                                   |                                            |
| Junior hommes | Samuel Kibathi (KEN) 22 min 40 s | Mezgebu Sime (ETH) 22 min 41 s    | Matthew Kipkoech Kipruto (KEN) 22 min 46 s |
| Junior femmes | Marta Alemayo (ETH) 19 min 28 s  | Asayech Ayichew (ETH) 19 min 32 s | Robe Dida (ETH) 19 min 38 s                |
| Par équipes   |                                  |                                   |                                            |
| Junior hommes |                                  |                                   |                                            |
| Junior femmes |                                  |                                   |                                            |

## Résultats

### Course individuelle senior hommes (10 km)
| Rang               | Athlète                | Pays     | Temps       |
| ------------------ | ---------------------- | -------- | ----------- |
| Médaille d'or      | Jacob Kiplimo          | Ouganda  | 28 min 9 s  |
| Médaille d'argent  | Berihu Aregawi         | Ethiopie | 28 min 12 s |
| Médaille de bronze | Benson Kiplangat       | Kenya    | 28 min 14 s |
| 4                  | Nicholas Kipkorir      | Kenya    | 28 min 16 s |
| 5                  | Samwel Chebolei Masai  | Kenya    | 28 min 18 s |
| 6                  | Joshua Cheptegei       | Ouganda  | 28 min 24 s |
| 7                  | Sabastian Kimaru Sawe  | Kenya    | 28 min 31 s |
| 8                  | Gideon Kipkertich Rono | Kenya    | 28 min 31 s |
| 9                  | Thierry Ndikumwenayo   | Espagne  | 28 min 36 s |
| 10                 | Boki Diriba            | Ethiopie | 28 min 38 s |
| 20                 | Mehdi Frère            | France   | 29 min 16 s |

### Course individuelle senior femmes (10 km)
| Rang               | Athlète                    | Pays       | Temps       |
| ------------------ | -------------------------- | ---------- | ----------- |
| Médaille d'or      | Beatrice Chebet            | Kenya      | 31 min 5 s  |
| Médaille d'argent  | Lilian Kasait Rengeruk     | Kenya      | 31 min 8 s  |
| Médaille de bronze | Margaret Chelimo Kipkemboi | Kenya      | 31 min 9 s  |
| 4                  | Emmaculate Anyango Achol   | Kenya      | 31 min 24 s |
| 5                  | Agnes Jebet Ngetich        | Kenya      | 31 min 27 s |
| 6                  | Sarah Chelangat            | Ouganda    | 32 min 0 s  |
| 7                  | Daisy Jepkemei             | Kazakhstan | 32 min 4 s  |
| 8                  | Bertukan Welde             | Ethiopie   | 32 min 14 s |
| 9                  | Loice Chekwemoi            | Ouganda    | 32 min 24 s |
| 10                 | Mebrat Gidey               | Ethiopie   | 32 min 27 s |
| 47                 | Cécile Jarousseau          | France     | 35 min 10 s |